# Четырёхугольная башня (Ичери-шехер)
Четырёхугольная башня (донжон; азерб. Dördbucaqlı qala) — башня крепостных стен города Баку (Азербайджан), окружающих историческую часть города — Ичери-шехер. Расположена в северо-западной части крепостной стены, у улицы Кичик Гала, за зданием президиума Академии наук Азербайджана — Исмаилия. 
Построена башня в XV веке.
Согласно средневековым источникам, в Баку имелось 70 полубашен и одна четырёхугольная башня, расположенная в северной части крепостных стен. В средние века эта башня использовалась в качестве усиления оборонительной способности крепостных стен с севера, а также как помещение для хранения оружия.